# Hydropsyche betteni
Hydropsyche betteni là một loài Trichoptera trong họ Hydropsychidae. Chúng phân bố ở miền Tân bắc.